# Asby socken
Asby socken i Östergötland ingick i  Ydre härad, ingår sedan 1971 i Ydre kommun och motsvarar från 2016 Asby distrikt.
Socknens areal är 142,02 kvadratkilometer varav 115,61 land. År 2000 fanns här 599 invånare. I Asby kyrkby ligger sockenkyrkan Asby kyrka. 

## Administrativ historik
Asby socken omtalas i dokument första gången 1304 ("in parrochia Asby"), kyrkans äldsta delar härrör dock från 1200-talet och vid kyrkan finns gravhällar som härrör från 1000-talet.
Vid kommunreformen 1862 övergick socknens ansvar för de kyrkliga frågorna till Asby församling och för de borgerliga frågorna till Asby landskommun. Asby landskommunen uppgick 1952 i Ydre landskommun som 1971 blev Ydre kommun. Församlingen uppgick 2009 i Norra Ydre församling.
1 januari 2016 inrättades distriktet Asby, med samma omfattning som församlingen hade 1999/2000.
Socknen har tillhört samma fögderier och domsagor som Ydre härad.  De indelta soldaterna tillhörde   Första livgrenadjärregementet, Ydre kompani och Andra livgrenadjärregementet, Vifolka kompani.

## Geografi
Asby socken ligger närmast sydväst om Sommen. Socknen är en sjörik starkt kuperad skogsbygd.
Asby kyrka ligger 2 km söder om Sommens sydligaste vik, Asbyfjärden, på den mäktiga ås som sträcker sig från denna vik och söder ut ner mot Sundssjöarna. Längs denna ås ledde ett av Ydres urgamla och viktigaste vandrarstråk.

## Fornlämningar
Kända från socknen är tre gravfält med domarringar och stensättningar från järnåldern.

## Namnet
Namnet som skrevs Aasby 1336 har betydelsen byn på åsen. Förleden as syftar alltså på den rullstensås där kyrkan är belägen. Efterleden by är detsamma som gård, by.